# Max Lemke
Max Lemke, född 2 december 1996 i Heppenheim, är en tysk kanotist. Han tävlar för klubben KC Potsdam.

## Karriär
Lemke vann sin första internationella medalj 2017 när han och Ronald Rauhe slutade trea vid EM i Plovdiv i tvåmanskajak på distansen 200 meter. Lemke vann under året även VM i Račice i fyrmanskajak på distansen 500 meter. Han försvarade därefter titeln i samma disciplin vid både VM 2018 i Montemor-o-Velho och VM 2019 i Szeged. Vid EM i Belgrad 2018 tog Lemke silver i samma disciplin och 2021 tog han guldmedalj vid EM i Poznań.
Vid Europeiska spelen 2015 i Baku slutade Lemke på fjärde plats i B-finalen i enmanskajak på distansen 200 meter. Fyra år senare var Lemke mer framgångsrik vid Europeiska spelen i Minsk, där han tog silver i fyrmanskajak på 500 meter. Vid olympiska sommarspelen 2020 i Tokyo som avgjordes 2021 på grund av coronaviruspandemin var Lemke en del av den tyska truppen i fyrmanskajak på 500 meter. Tyskland vann finalen framför Spanien och Slovenien och Lemke, Max Rendschmidt, Ronald Rauhe och Tom Liebscher fick varsin guldmedalj.